# Evelyn Dove

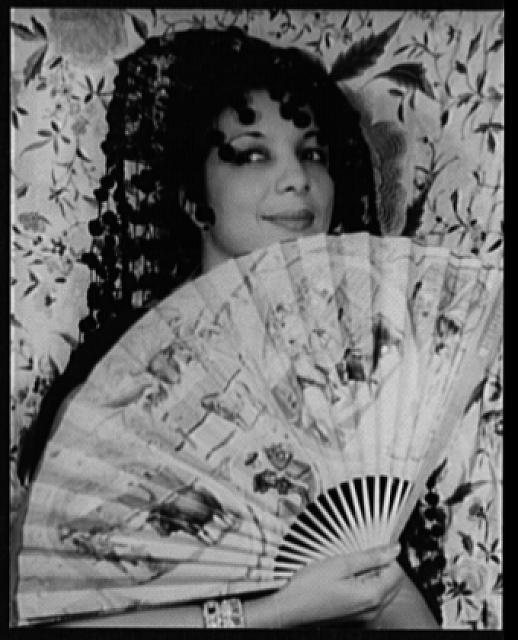
Evelyn Dove, 1935

Evelyn Dove (* 11. Januar 1902 in London; † 7. März 1987 in Epsom) war eine britische Sängerin, Pianistin und Schauspielerin, die für ihren kraftvollen Gesang und ihr glamouröses Image bekannt war. Sie war 1939 die erste schwarze Sängerin, die im Radioprogramm der BBC auftrat, und ebnete damit den Weg für schwarze Frauen in der Unterhaltungsbranche. An ihrem 117. Geburtstag im Jahr 2019 wurde sie als Google Doodle vorgestellt.

## Leben

### Jugend und Ausbildung
Evelyn Dove wurde 1902 als Tochter des Anwalts Francis Dove (1869–1949) aus Sierra Leone und seiner englischen Frau Augusta, geb. Winchester, geboren. Von 1917 bis zu ihrem Abschluss im Jahr 1919 studierte sie an der Londoner Musikhochschule Klavier, Gesang und Spracherziehung. Am 27. September 1919 heiratete sie Milton Alphonso Luke und lebte mit ihm in Hove in East Sussex.
Trotz ihrer umfassenden Ausbildung hatte sie es als schwarze Frau schwer, in der klassischen Musikszene Fuß zu fassen. Daher trat sie zunächst unter dem Namen „Norma Winchester“ dem Southern Syncopated Orchestra (SSO) bei, einer Band, die sich aus britischen, westindischen, westafrikanischen und amerikanischen Musikern zusammensetzte und die schwarze Musik in der britischen Clubszene in den Mainstream brachte. Im SSO spielte auch der Klarinettist Sidney Bechet. Am 9. Oktober 1921 überlebte Dove ein Schiffsunglück, bei dem neun Musiker des Orchesters ums Leben kamen. Das SSO war mit dem Passagierschiff SS Rowan unterwegs zu einem Konzert in Dublin, als die Rowan nach der Kollision mit einem anderen Schiff im dichten Nebel sank.

### Beginn der Karriere

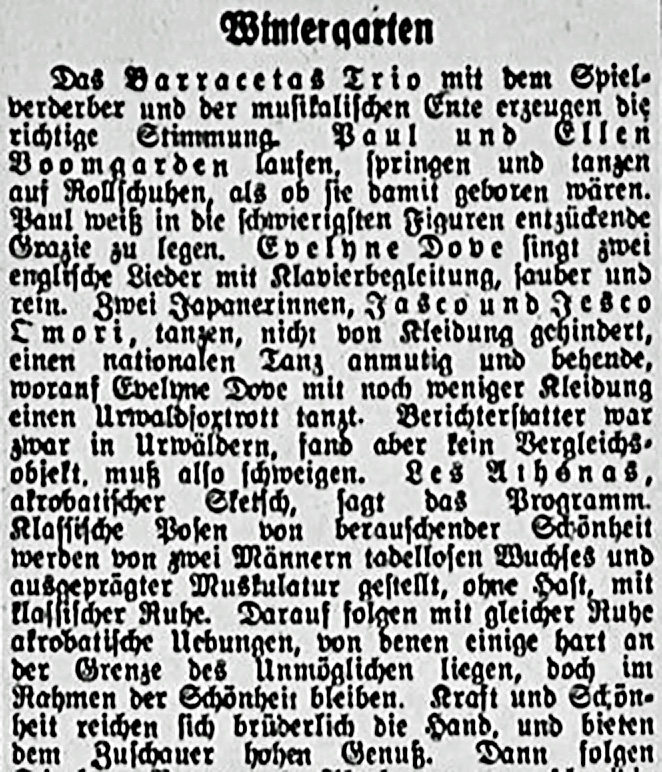
Bericht über den Auftritt von Evelyn Dove im Berliner Wintergarten, DAZ 1928

Im Jahr 1925 hatte sie ihren ersten großen Erfolg mit der schwarzen Jazz-Revue Chocolate Kiddies, mit der sie eine Europatournee unternahm und in Berlin, Hamburg, Stockholm und Kopenhagen auftrat. Ab 1926 hatte sie ihre eigene Show mit dem Namen Evelyn Dove and Her Plantation Creoles. Das Ensemble begann seine Tournee im November 1926 im Berliner Varieté Wintergarten, trat im Februar 1927 in den Niederlanden sowie von März bis April in Paris auf, bevor es im Mai nach Berlin in den „Palais de Danse“ zurückkehrte.
Anschließend verbrachte sie mehrere Jahre in Italien, wo sie sich beim Publikum großer Beliebtheit erfreute. Im Jahr 1932 trat sie in Paris auf und löste dort Josephine Baker als Hauptattraktion des Casino de Paris ab. Beim Auftritt trug sie das hauchdünne, freizügige Kostüm von Josephine und schockierte damit ihre Familie. 1935 folgten Engagements in den Vereinigten Staaten, wo sie unter dem Namen Evelyn Augusta Dove Luke im New Yorker Nachtclub Connie’s Inn auftrat. In diesem Jahr wurde sie auch von Carl Van Vechten fotografisch porträtiert. 1937 reiste sie nach Indien, wo sie in der Harbour Bar in Bombay (heute Mumbai) auftrat. Die Zeitung The Evening News of India bezeichnete sie daraufhin als „eine Künstlerin von internationalem Ruf, eine der führenden Persönlichkeiten der europäischen Unterhaltungswelt“ und „die größte Rivalin der großen Josephine Baker“. In Europa wurde sie auch lobend als „sehr hübsche Baker-Kopie“ oder „Josephine Baker II“ tituliert.

### Radio bei der BBC
Die erfolgreichste Zeit in Doves Karriere begann 1939, als sie für den Radiosender BBC arbeitete. Die BBC beschäftigte Evelyn während des gesamten Krieges, dabei entwickelte sie sich zu einer der beliebtesten Sängerinnen des Radios, die in einer Vielzahl von Musik- und Varietéprogrammen auftrat, darunter Rhapsody in Black, Calling the West Indies, Variety Bandbox, Music For You, Caribbean Carnival und Mississippi Nights. Besonders erfolgreich war sie ab 1947 gemeinsam mit dem aus Trinidad stammenden Sänger und Schauspieler Edric Connor in der BBC-Radiosendung Serenade in Sepia, sodass die BBC beschloss, daraus eine Fernsehversion zu produzieren. Während der Zeit bei der BBC heiratete sie 1941 ihren zweiten Ehemann Felix John Basil Inglis Allen.

### Ende der Karriere
Nachdem sie 1949 die BBC verlassen hatte, reiste Dove für Kabarett-Engagements nach Indien, Paris und Spanien. Ende 1950 kehrte sie nach Großbritannien zurück und trat 1951 in der Show London Melody auf. Da es für sie immer schwieriger wurde, Arbeit zu finden, war sie eine Zeit lang als Telefonistin beschäftigt. 1956 besetzte die BBC sie als Mutter von Eartha Kitt in der Folge Mrs. Patterson der Reihe BBC Sunday-Night Theatre. Danach gehörte sie zur Besetzung der Londoner Produktion von Langston Hughes’ Komödie Simply Heavenly, die am 20. Mai 1958 im Adelphi Theatre Premiere hatte. Im selben Jahr heiratete sie William Newton Brantley, ihren dritten Ehemann.
Zur Besetzung von Simply Heavenly gehörte auch die Sängerin und Schauspielerin Isabelle Lucas (1927–1997), die sich später erinnerte: „Wir wurden Freunde, aber Evelyns Leben nahm eine schlechte Wendung. Ihr Bekanntheitsgrad als Sängerin schwand, und sie wurde sehr krank. Sie verlor den Kontakt zu ihrer Familie. Ihr Lebensmut war gebrochen.“ Ab 1972 lebte Evelyn Dove in einem Pflegeheim in Epsom, Surrey. Sie starb am 7. März 1987 im Alter von 85 Jahren im Horton Hospital in Epsom an einer Lungenentzündung.

## Filmographie
- 1951: Kaleidoscope (Fernsehserie, 1 Folge)
- 1951–1958: BBC Sunday-Night Theatre (Fernsehserie, 4 Folgen)
- 1957 ITV Play of the Week (Fernsehserie, 1 Folge)